# Združena Makedonija
Združena Makedonija (Velika Makedonija) — koncept makedonske narodne enotnosti v okviru ene države in vrnitev ozemlja Makedonije, razdeljenega sosednjim državam z Bukareštanskim sporazumom iz leta 1913 . Makedonsko ozemlje je bilo razdeljeno med Grčijo, Srbijo in Bolgarijo. Izraz je bil v uporabi od zgodnjih 1900 -ih, tako sam po sebi kot v povezavi z Balkansko komunistično federacijo .
S tega vidika Makedonijo sestavljajo naslednji deli:
- Vardarska Makedonija — današnja Republika Makedonija .
- Egejska Makedonija — na severu današnje Grčije .
- Pirinska Makedonija — v današnji jugozahodni Bolgariji.
- Mala Prespa in Golo Brdo — regija v današnji jugovzhodni Albaniji, ki približno ustreza okrožjem Gorica (Korca), Pogradec in Devol . Tukaj živijo pretežno Makedonci
- Gora — v jugozahodnem delu Kosova . Makedonci, ki živijo na tem delu Kosova se imenujejo Gorani
- Prohor Pčinjski— v današnji južni Srbiji .

V omenjenih regijah je makedonska manjšina tako ali drugače zatirana, čeprav te države tega ne razglašajo pred mednarodno javnostjo, Grčija in Bolgarija pa sploh ne priznavata obstoja makedonske manjšine na svojem ozemlju.
Koncept združene Makedonije (Velike Makedonije) ima svoje korenine že od leta 1910 . Eno glavnih izhodišč prve balkanske socialistične konference leta 1910 je bila rešitev makedonskega vprašanja . Georgi Dimitrov je leta 1915 zapisal, da je treba Makedonijo, ki je razdeljena na tri dele, združiti v enotno državo, ki bo imela vse pravice znotraj Balkanske demokratične federacije  . Za združitev razdeljene Makedonije in njeno konstituiranje kot nacionalne države makedonskega ljudstva v daljši kontinuiteti po njeni delitvi leta 1913 so Krste Petkov Misirkov, Dimitria Cupovski in njegova organizacija Makedonsko znanstveno in literarno prijateljstvo v Sankt Peterburgu ( MNLD ), ki, poleg javnih razglasov v več evropskih časopisih in memorandumov, poslanih evropskim ministrom za zunanje zadeve, jim je leta 1914 uspelo organizirati vseslovanski kongres v Rusiji, ki je zahteval priznanje edinstvenosti Makedoncev in združitev Makedonije kot njihova nacionalna matična država. Da bi združil Makedonijo, je leta 1913 v Peterburgu Dimitrije Cupovski izdelal in objavil zemljevid Makedonije v njenih etničnih, geografskih in kulturnih mejah.
Ideja o Združeni Makedoniji je postala še posebej močna in razširjena med makedonskim narodom med drugo svetovno vojno. Proti koncu druge svetovne vojne pa je dosegla ogromno privržencev v vrstah makedonskih partizanov. Na podlagi ideje združevanja makedonskega naroda v eno državo so bile partizanske enote v treh delih Makedonije (Vardarska Makedonija, Pirinska Makedonija in Egejska Makedonija) v najtesnejši povezavi in najtesnejšem sodelovanju, prvega in drugega zasedanja ASNOM pa so se udeležili tudi delegati iz Egejske in Pirinske Makedonije. Ideja o Združeni Makedoniji (Veliki Makedoniji) in ideja o odhodu makedonskih partizanskih enot na solunsko fronto namesto na sremsko fronto leta 1945 je povzročila velike nesporazume z najvišjim vodstvom Komunistične partije, kar je vodilo do nesrečnih streljanj in množične usmrtitve makedonskih partizanov na Kaleju v Skopju in v Štipu 7. januarja 1945 . Prvi predsednik ASNOM -a Metodije Andonov-Cento je uradno in na zasedanjih AVNOJ -a večkrat zastavil vprašanje o združitvi Makedonije, kar so mu kasneje pripisali kot "izbruh separatizma in protijugoslovanske politike", vendar se do konca svojega življenja ni odrekel ideji in pravici Makedoncev za združitev svoje domovine - Makedonije. Danes se ta šteje za enega od največjih junakov Makedonije v tem teškem obdobju za Makedonce.
Zamisel o združitvi celotne Makedonije pod vodstvom komunistov je bila uničena leta 1948, zaradi poraza grških komunistov v grški državljanski vojni in je Tito prekrižal ZSSR in prosovjetsko Bolgarijo .
Ideja Združene Makedonije med makedonskim narodom postane ponovno močna proti koncu osemdesetih in devetdesetih let 20. stoletja, v času pridobitve neodvisnosti Republike Makedonije . Ta ideja traja še dandanes.  Pred osamosvojitvijo Republike Makedonije in takoj po njeni osvoboditvi je Grčija domnevala, da ideje o enotni Makedoniji država še vedno aktivno podpira, čeprav ustava Republike Makedonije jasno določa, da se Republika Makedonija ne bo vmešavala v teritorialno celovitost ali upravljanje Grčije.  Po ustavi se to nikoli ni zgodilo.
Danes se desničarska stranka TMORO-VEP zavzema za združitev Makedonije, katere ime se v bistvu glasi "Otečestvena makedonska organizacija za radikalno obnovo - Vardar, Egej, Pirin-Prespa". Stranko vodi Strašo Angelovski, vodja nekdanje konservativne stranke MAAK .

## Povezano
- Makedonija (regij)
- Republika Makedonija
- Zgodovina makedonskega naroda
- Demografska zgodovina Makedonije
- Geografska razširjenost makedonskega naroda
- Zgodovina Makedonije
- Makedonizem
- Makedonija Makedoncem
- Združena Makedonija (pozdrav)